# Grandi Isole della Sonda
Le Grandi Isole della Sonda (in indonesiano Kepulauan Sunda Besar) sono un gruppo di isole dell'Arcipelago malese.

## Geografia
Le principali isole incluse in questo raggruppamento geografico sono (da ovest a est) Sumatra, Giava, Madura, Borneo, Sulawesi e le isole minori adiacenti. Il gruppo è politicamente diviso tra gli Stati di Brunei, Indonesia e Malesia. Ad est sono localizzate le Piccole Isole della Sonda, assieme alle quali costituiscono l'arcipelago delle Isole della Sonda.